# Nenad Gračan
Nenad Gračan (Fiume, 1962. január 23. –) olimpiai bronzérmes jugoszláv válogatott horvát labdarúgó, középpályás, edző.

## Pályafutása

### Klubcsapatban
A HNK Rijeka korosztályos csapatában kezdte a labdarúgást. 1979–80-ban az Orijent, 1980 és 1986 között a HNK Rijeka, 1986 és 1989 között a Hajduk Split labdarúgója volt. A Hajdukkal egy jugoszláv kupagyőzelmet ért el. 1989 és 1993 között a spanyol Real Oviedo csapatában szerepelt. 1995–96-ban a HNK Rijeka együttesében fejezte be az aktív labdarúgást.

### A válogatottban
1984 és 1986 között 10 alkalommal szerepelt a jugoszláv válogatottban és két gólt szerzett. Az 1984-es Los Angeles-i olimpián bronzérmet szerzett a csapattal.

### Edzőként
1995–96-ban és 1998–00 között a HNK Rijeka vezetőedzőjeként dolgozott. 2001-ben a Hajduk Split, 2002–03-ban a szlovén Sport Line Koper, 2003-ban az NK Osijek, 2003–04-ben a Kamen Ingrad, 2004-ben a Dinamo Zagreb, 2005–06-ban a Pomorac Kostrena, 2007-ben a Pula Staročeško, 2008-ban a szlovén Nafta Lendava, 2009-ben a Croatia Sesvete szakmai munkáját irányította. 2009–10-ben, majd 2010–11-ben ismét anyaegyesülete a HNK Rijeka vezetőedzője volt. 2013 óta a horvát U21-es válogatott szövetségi kapitánya.

## Sikerei, díjai
Jugoszlávia
- Olimpiai játékok
  - bronzérmes: 1984, Los Angeles

 Hajduk Split
- Jugoszláv kupa
  - győztes: 1987